# Шарль де Люксембург-Мартиг
Шарль де Люксембург (фр. Charles de Luxembourg; ум. 20 июля 1553, Эден) — виконт де Мартиг.
Сын Франсуа II де Люксембурга, виконта де Мартиг, и Шарлотты де Бросс, внучки Филиппа де Коммина.
В 1552 вместе с младшим братом участвовал в обороне Меца, затем, в составе армии герцога д'Этампа, в завоевании Эдена, Турнона, Лана и других крепостей в Пикардии.
В 1553 наследовал отцу, после смерти которого правительство кантона Берн заняло земельные владения семьи Люксембург-Мартиг. Шарль обратился к королю Генриху II, у которого находился на службе, с жалобой на действия швейцарцев, и тот в письме от 11 июля рекомендовал бернцам вернуть земли. Было проведено расследование, установившее, что Бельмон был пожалован Франсуа II пожизненно, а потому возвращению не подлежит, замок Тернье Шарлю передали в пожизненное владение, а Веве признали родовым владением. 
В том же году участвовал в обороне Теруана. Был освобожден из плена, после чего отправился оборонять Эден. Отличился при отражении нескольких штурмов. Выйдя из крепости для разведки позиций осаждающих, был ранен в грудь выстрелом из аркебузы, пробившим легкое. Амбруаз Паре сделал ему перевязку, но виконт умер через два дня после падения замка, в десять часов утра. Ему наследовал младший брат Себастьен.

## Семья
Жена: Клод де Фуа (ум. 1545), дочь Оде де Фуа, виконта де Лотрека, и Шарлотты д'Альбре-Орваль. Умерла при родах; сын Генрих также умер.